# 小行星2159
小行星2159（2159 Kukkamaki）是一颗围绕太阳公转的小行星。1941年10月16日，利斯·奧特瑪在图尔库发现了此天体。
該小行星以芬蘭測地學家陶諾·庫卡馬基命名。
这颗小行星的绝对星等为121.1927207165456等。